# Globivenus
Globivenus је род слановодних морских шкољки из породице Veneridae, тзв, Венерине шкољке.

## Врстре
Према WoRMS
- Globivenus callimorpha (Dall, 1902)
- Globivenus capricornea (Hedley, 1908)
- Globivenus effossa (Philippi, 1836)
- Globivenus embrithes (Melvill & Standen, 1899)
- Globivenus fordii (Yates, 1890)
- Globivenus foresti (Fischer-Piette & Testud, 1967)
- Globivenus helenae (Fischer-Piette, 1975)
- Globivenus isocardia (Verrill, 1870)
- Globivenus kempfi (Fischer-Piette & Testud, 1970)
- Globivenus lepidoglypta (Dall, 1902)
- Globivenus listeroides (Fischer-Piette & Testud, 1967)
- Globivenus magdalenae (Dall, 1902)
- Globivenus mindorensis (E. A. Smith, 1916)
- Globivenus neozelanica Marwick, 1965 †
- Globivenus orientalis (Cox, 1930)
- Globivenus pereffossa (Dautzenberg & H. Fischer, 1906)
- Globivenus rigida (Dillwyn, 1817)
- Globivenus rugatina (Heilprin, 1887)
- Globivenus snellii (Fischer-Piette, 1975)
- Globivenus strigillina (Dall, 1902)
- Globivenus toreuma (Gould, 1850)